# 簡子内親王
簡子内親王（かんしないしんのう、? - 延喜14年4月10日（914年5月7日））は平安時代前期の皇女。光孝天皇の親王時代に第二王女として誕生、母は班子女王。宇多天皇と同腹。
貞観19年（877年）正月3日陽成天皇の即位式に際し褰帳の女王を務め、従四位下に叙せられた。寛平3年（891年）12月29日忠子・綏子・為子ら同母の姉妹三人とともに内親王宣下。延喜14年（914年）4月10日薨去。

## 参考資料
- 『大日本史料』1編25冊補遺、『日本紀略』